# Na kocią łapę (manga)
Na kocią łapę (jap. 同居人はひざ、時々、頭のうえ。 Dōkyonin wa hiza, tokidoki, atama no ue.) – manga napisana przez Minatsuki i zilustrowana przez Asu Futatsuyę, publikowana na łamach magazynu internetowego „Comic Polaris” wydawnictwa Flex Comix od czerwca 2015. Na jej podstawie studio Zero-G wyprodukowało serial anime, który był emitowany od stycznia do marca 2019.
W Polsce prawa do dystrybucji mangi nabyło wydawnictwo Waneko.

## Fabuła
Subaru Mikazuki jest stroniącym od ludzi pisarzem kryminałów, który niedawno przygarnął bezdomną kotkę. Jego relacja ze zwierzęciem pomaga mu nawiązać kontakt z ludźmi i przezwyciężyć traumę związaną ze śmiercią rodziców w wypadku samochodowym. W opiece nad kotką, którą nazwał Haru, pomagają mu Atsushi Kawase, redaktor jego powieści, przyjaciel z dzieciństwa Hiroto Yasaka i Nana Ōkami, sprzedawczyni w sklepie zoologicznym, która bardzo kocha koty.

## Bohaterowie
- Subaru Mikazuki (jap. 朏 素晴 Mikazuki Subaru)

Seiyū: Kenshō Ono, Riho Sugiyama (dziecko) 
- Haru (jap. 陽)

Seiyū: Haruka Yamazaki 
- Atsushi Kawase (jap. 河瀬 篤 Kawase Atsushi)

Seiyū: Hiro Shimono 
- Nana Ōkami (jap. 押守 なな Ōkami Nana)

Seiyū: Chika Anzai 
- Hiroto Yasaka (jap. 矢坂 大翔 Yasaka Hiroto)

Seiyū: Shun Horie, Ikumi Hasegawa (dziecko) 
- Yūgo Ōkami (jap. 押守 優伍 Ōkami Yūgo)

Seiyū: Yoshiki Nakajima 
- Hachi (jap. はち)

Seiyū: Ayumu Murase 
- Roku (jap. ろく)

Seiyū: Kenjirō Tsuda 
- Tarō (jap. タロウ)

Seiyū: Tomokazu Sugita 
- Nagisa Yasaka (jap. 矢坂 渚 Yasaka Nagisa)

Seiyū: Hisako Tōjō 
- Tora-nee-san (jap. トラ姉さん)

Seiyū: Megumi Toyoguchi 
- Haru Akimoto (jap. 秋元 春 Akimoto Haru)

Seiyū: Yoshino Nanjō 
- Kuro (jap. クロ)

Seiyū: Daisuke Ono 

## Manga
Pierwszy rozdział mangi został opublikowany 4 czerwca 2015 w magazynie „Comic Polaris”. Następnie wydawnictwo Flex Comix rozpoczęło zbieranie rozdziałów do wydań w formacie tankōbon, których pierwszy tom ukazał się 15 października tego samego roku. Według stanu na 13 grudnia 2024, do tej pory wydano 11 tomów.
22 września 2023 wydanie mangi w Polsce zapowiedziało wydawnictwo Waneko, premiera zaś odbyła się 10 stycznia 2024.
| Nr | Język japoński       | Język japoński         | Język polski      | Język polski           |
| Nr | Data wydania         | ISBN                   | Data wydania      | ISBN                   |
| -- | -------------------- | ---------------------- | ----------------- | ---------------------- |
| 1  | 15 października 2015 | ISBN 978-4-86675-963-0 | 10 stycznia 2024  | ISBN 978-83-8242-632-8 |
| 2  | 15 czerwca 2016      | ISBN 978-4-86675-972-2 | 10 marca 2024     | ISBN 978-83-8242-633-5 |
| 3  | 15 lutego 2017       | ISBN 978-4-86675-981-4 | 10 maja 2024      | ISBN 978-83-8242-634-2 |
| 4  | 25 stycznia 2018     | ISBN 978-4-86675-993-7 | 10 lipca 2024     | ISBN 978-83-8242-635-9 |
| 5  | 13 grudnia 2018      | ISBN 978-4-86675-040-8 | 10 września 2024  | ISBN 978-83-8242-636-6 |
| 6  | 12 grudnia 2019      | ISBN 978-4-86675-087-3 | 12 listopada 2024 | ISBN 978-83-8242-637-3 |
| 7  | 15 grudnia 2020      | ISBN 978-4-86675-132-0 | 10 stycznia 2025  | ISBN 978-83-8242-638-0 |
| 8  | 15 grudnia 2021      | ISBN 978-4-86675-182-5 | 10 marca 2025     | ISBN 978-83-8242-639-7 |
| 9  | 15 grudnia 2022      | ISBN 978-4-86675-258-7 | 8 maja 2025       | ISBN 978-83-8242-640-3 |
| 10 | 15 grudnia 2023      | ISBN 978-4-86675-328-7 | 10 lipca 2025     | ISBN 978-83-8242-641-0 |
| 11 | 13 grudnia 2024      | ISBN 978-4-86675-398-0 | —                 |                        |

## Anime
Adaptacja w formie telewizyjnego serialu anime była emitowana od 9 stycznia do 27 marca 2019 w stacjach AT-X, ABC, Tokyo MX i BS11. Seria została zanimowana przez studio Zero-G i wyreżyserowana przez Kaoru Suzuki. Scenariusz napisał Deku Akao, a postacie zaprojektował Masaru Kitao. Motywem otwierającym jest „Unknown World” (jap. アンノウンワールド) w wykonaniu Schrödinger’s Cat i Kotringo, końcowym zaś „Kimi no tonari watashi no basho” (jap. 君のとなり わたしの場所) autorstwa Yoshino Nanjō. Anime liczy łącznie 12 odcinków. Prawa do streaming anime nabył Crunchyroll.